# Sozioökonomischer Status
Der sozioökonomische Status (Abkürzungen: SoS, SES – von engl. socioeconomic status) ist ein Begriff aus den Sozialwissenschaften und bezeichnet ein Bündel von Merkmalen menschlicher Lebensumstände. Dazu gehören beispielsweise:
- formale Bildung und Schulabschluss
- Ausbildung und Studium
- Beruf und Einkommen
- Besitz von Kulturgütern (häufig erfasst über den Besitz von Büchern)
- kulturelle Praxis: Besuche in Theatern und Museen
- Wohnort und Eigentumsverhältnisse
- Liquidität und Kreditwürdigkeit

Der sozioökonomische Status (SoS) ist Gegenstand zahlreicher Untersuchungen von Sozialwissenschaftlern. Ein Beispiel dafür ist das deutsche sozio-oekonomische Panel SOEP. Die Messung des SES erfolgt in Deutschland mittels eines überarbeiteten Index des Robert-Koch-Instituts auf der Basis von Informationen zur schulischen und beruflichen Bildung, zur beruflichen Stellung sowie zum Netto-Äquivalenzeinkommen. Jede dieser drei Ausgangsvariablen wird zunächst in eine metrische Skala überführt, die Werte zwischen 1 und 7 annehmen kann, was einen Gesamtwert von 3 bis 21 ergibt. Anschließend werden verteilungsbasiert drei Statusgruppen gebildet, wobei die niedrige und die hohe Statusgruppe jeweils 20 % der Bevölkerung und die mittlere Statusgruppe 60 % der Bevölkerung umfasst. Viele Studien zeigen, dass das Wohlbefinden und die Gesundheit sozial ungleich verteilt sind. Sozial benachteiligte Menschen haben ein höheres Krankheitsrisiko und eine kürzere Lebensdauer als sozial besser gestellte Personen.